# Wohnbach (Tauber)
Der Wohnbach ist ein 8,4 km langer Bach am Westabfall der Frankenhöhe im bayerischen Landkreis Ansbach, der in Diebach von rechts und Osten in die obere Tauber mündet.

## Geographie

### Verlauf
Der Wohnbach entsteht auf circa 480 m ü. NHN am Nordfuß des Schlossbergsporns etwa 1,2 km nordöstlich der Stadtmitte von Schillingsfürst im Griesfeld direkt neben der Straße, die die beiden zugehörigen Ortschaften Schafhof und Stilzendorf verbindet. Von hier aus fließt der Bach zunächst etwa einen Kilometer lang nördlich und streift dabei ein zur Nachbargemeinde Buch am Wald gehörendes Waldgebiet, ehe er nach Westen abknickt und dieses durchläuft. Zuletzt mündet darin aus Richtung Schafhof ein am Margaretenbrünnl im Wald vorbeifließender Nebenbach. Auf etwas unter 425 m ü. NHN verlässt er endgültig den Wald in die Flur um den Schillingsfürster Teilort Wohnbach. Dort erreicht ihn von Norden her der einzugsgebietsreichste und auf dem längsten Strang auch längste Zufluss Faulenberggraben. Wenig später, nach Passieren der dieser zugehörigen Neumühle, mündet auf der Gemarkung der Gemeinde Diebach von Südosten her der Davidsbach. Dieser entsteht am Ortsrand von Schillingsfürst und hat einen auffälligen und weiten Taltrichter in den Westabfall der Frankenhöhe gegraben, durch den die Romantische Straße von Schillingsfürst oben ins inzwischen sehr weite und flache Tal tritt, in dem sie dem Wohnbach in dessen weiterem West- bis Nordwestlauf bis zur Mündung folgt.
Die nächste größere Ortschaft am Lauf ist Bellershausen in etwas Abstand in der linken Aue, nach welchem bei der Pfeffermühle nochmals ein diesmal kürzerer Bach vom Steilabfall der Frankenhöhe hier im Nordosten zuläuft. Der Wohnbach unterquert dann die A 7 und läuft weiterhin westwärts auf den Gemeindesitz Diebach zu, wo er westlich des Ortskerns an der Brücke der Staatsstraße 2247 von links und Osten und auf ungefähr 380 m ü. NHN in die nordwärts laufende obere Tauber mündet.

### Einzugsgebiet
Der Wohnbach hat ein Einzugsgebiet von 16,7 km² Größe. Es hat ungefähr die Kontur eines nach Westen zur Mündung zu spitz auslaufenden Dreiecks mit deutlich verdickter Basis im Osten. Es erstreckt sich von Ost nach West etwa 6,3 km lang und an der östlichen Basis von Nord nach Süd etwa 5,5 km lang. In seiner Südostecke liegt ein Teil des Städtchens Schillingsfürst, die Nordostecke liegt beim Sengelhof von Buch am Wald.
Der höchste Punkt im Einzugsgebiet liegt mit 545,5 m ü. NN beim Schillingsfürster Schloss auf dem dortigen prominenten Westsporn der Frankenhöhe. Eine weitere hohe Erhebung im östlichen Bereich der südlichen Wasserscheide ist der andere Westsporn Eichelberg (wenig über 530 m ü. NHN) etwas westlich von Schillingsfürst, im östlichen Bereich der nördlichen Wasserscheide die wie der Eichelberg bewaldete Kohlplatte (517 m ü. NN). Westlich der Linie Faulenberg–Eichelberg fallen nördliche und südliche Wasserscheide sehr schnell unter 500 m ü. NHN ab.
Die nordöstliche und östliche Wasserscheide trennen vom Einzugsgebiet des Altmühl-Nebenflusses Hagenbach und seiner Zuflüsse; die so auffälligen Knie von Gründleinbach und Klingengraben wie der ostwärtige Lauf des oberen Faulenberggrabens sind offenbar Folge rezenter Anzapfungen des gleich hinter der Einzugsgebietsgrenze ostwärts zum Hagenbach strebenden Gastenfelder Bachs durch die rheinische Erosion. Im Südosten bei Schillingsfürst konkurriert dicht hinter der Scheide die Wörnitz selbst, die wie die Altmühl zur Donau läuft; auf diesem ganzen nordöstlichen bis südöstlichen Abschnitt ist deshalb die Wasserscheide zugleich Großwasserscheide zwischen Main diesseits und Donau jenseits.
Hinter der südwestlichen Wasserscheide läuft der Östheimer Mühlbach zur Tauber etwas oberhalb der Wohnbach-Mündung, hinter der nordwestlichen konkurrieren nacheinander erst der Wolfsauer Graben und dann der Kirnberger Mühlbach zum abwärtigen Lauf des Flusses.
Die niedriger gelegenen Teile des Einzugsgebietes im Westen gehören der Gemeinde Diebach an, die höheren östlichen überwiegend zu Schillingsfürst. Nur einige wenige nordöstliche Randbereiche, darunter insbesondere der Hintere Grasbühl und die Flurinsel um den Sengelhof, sind Teil der Gemeinde Buch am Wald. Außer den unten aufgezählten Ortschaften am Lauf liegen im Einzugsgebiet nur noch die bei den Zuflüssen genannten Ortschaften, sofern am Rand gelegen, oft nur teilweise. Das Gebiet ist nur schwach besiedelt.
Der überwiegende Teil des Einzugsgebietes ist offene Flur, der Wald beschränkt sich meist auf steile Hanglagen und die oberen Hochflächen.

### Zuflüsse
Hierarchische Liste der Zuflüsse und  Seen, jeweils von der Quelle zur Mündung und eingerückt unter dem Vorfluter. Die kleineren unbenannten Zuflüsse sind nicht alle erfasst. Mit auf dem BayernAtlas (→ Weblinks) abgemessenen Gewässerlängen sowie Höhenangaben nach Texteinträgen oder dem Höhenlinienbild dort. Andere Quellen für die Angaben sind vermerkt.
Ursprung des Wohnbachs auf über 480 m ü. NHN im Griesfeld zwischen den Schillingsfürster Ortsteilen Schafhof und Stilzendorf am Rande der Verbindungsstraße in einer kleinen Geländerinne. Der Bach läuft zunächst nördlich, tritt am Rande des Waldes Hinterer Grasbühl entlang nahe bei Schweikartswinden auf die Gemarkung von Buch am Wald über und kehrt sich nach etwas über einem Kilometer nach Westen.
- (Unbeständiger Zulauf), von links und Süden auf unter 440 m ü. NHN aus dem Hinteren Grasbühl in einer engen Wiesenaue zwischen diesem Wald und dem des Vorderen Grasbühls im Norden, ca. 0,6 km. Entsteht auf fast 470 m ü. NHN am Südrand des Hinteren Grasbühls. Ab hier liegt am rechten Ufer wieder Schillingsfürster Gemarkung an.
- (Zufluss am Margaretenbrünnl vorbei), von links und Süden auf etwa 425 m ü. NHN kurz vor dem Austritt in die Flur um das Dorf Wohnbach, ca. 1,4 km. Entsteht am Ostrand des Schafhofes auf etwa 495 m ü. NHN, läuft dann, zuletzt auf der Markungsgrenze, durch den Hinteren Grasbühl. Ab hier fließt der Wohnbach wieder durch zunächst Schillingsfürster Flur.
- Faulenberggraben oder auch Wiesengraben, von rechts und Norden auf unter 420 m ü. NHN am östlichen Ortsrand von Wohnbach, ca. 1,9 km auf dem Namensstrang, ca. 4,1 km auf dem Längenstrang von der Quelle des Gründleinsgrabens an. Entsteht auf wenig unter 490 m ü. NHN etwas südwestlich des Schillingsfürster Pfarrdorfes Faulenberg in einer bewaldeten Mulde. Läuft anfangs ostwärts und dann in einer Galerie südwärts,  entwässert etliche Weiher.
  - (Anderer Quellast), von rechts auf etwa 460 m ü. NHN bei der Faulenberger Kläranlage, ca. 0,4 km. Entspringt dem Schlößleinbrunnen etwas südlich der Quelle des rechten Asts im Wald ebenfalls auf wenig unter 490 m ü. NHN.
  - Klingengraben, von links und Nordosten auf unter 430 m ü. NHN kurz vor der Wohnbacher Obermühle, ca. 2,8 km. Entläuft nordwestlich des Schillingsfürster Dorfes Neuweiler auf etwa 495 m ü. NHN  einem Weiher, entwässert dann deren mehrere, kehrt sich nach Durchqueren des Dorfes vor dem Vorderen Grasbühl nach Südwesten und zweigt kurz vor der Mündung nach links einen Kanal zur Obermühle ab.
    - Gründleinsgraben, von links und zuletzt Nordosten auf knapp 450 m ü. NHN etwa am Knick des Klingengrabens, ca. 2,5 km. Entsteht etwa einen Kilometer nördlich von Faulenberg auf fast 500 m ü. NHN an der Westspitze eines Hangwaldstreifens. Läuft größtenteils südöstlich. Ist am Zusammenfluss länger als der aufnehmende Klingengraben.
      -  entwässert vor Erreichen der AN 7 einige Weiher am Mittellauf
      - (Graben), von links und Nordosten auf knapp 455 m ü. NHN neben der Kreisstraße AN 7, ca. 0,7 km. Entsteht auf etwa 480 m ü. NHN am Rand des Weilers Sengelhof von Buch am Wald.  Der Gründleinsgraben kehrt sich danach wie sein Vorfluter nach Südwesten, knapp bevor er in recht flachem Terrain den Gastenfelder Bach erreichen würde, der zur Altmühl im Osten entwässert.
- → (Abgang des Kanals zur Diebacher Neumühle), nach links auf unter 415 m ü. NHN.
- ← (Rücklauf des Kanals zur Neumühle), von links auf unter 410 m ü. NHN, ca. 0,6 km.
- Davidsbach, von links und Südosten gleich nach dem vorigen, ca. 2,5 km. Entsteht in der Katzenklinge am Ortsrand von Schillingsfürst beim Friedhof auf etwa 480 m ü. NHN, nur etwa 200 Meter nördlich der Wörnitzquelle im Städtchen jenseits eines auf der Davidsbachseite sehr steilen Geländerückens, auf dem die Hauptstraße des Orts läuft.
- (Zufluss), von rechts und Nordosten auf unter 400 m ü. NHN an der Pfeffermühle nach dem nördlichen Passieren des Diebacher Pfarrdorfes Bellershausen, ca. 1,5 km. Entsteht in einer beginnenden Waldklinge südwestlich von Faulenberg auf etwa 490 m ü. NHN und  entwässert ein paar Kleinweiher.
- (Grasweggraben), von rechts kurz vor der A 7 auf unter 395 m ü. NHN, ca. 0,4 km. Entsteht östlich der Heide Hörrlein auf über 415 m ü. NHN.
- (Unbeständig wasserführender Graben), von links und Süden auf unter 390 m ü. NHN nach Unterqueren der Autobahn und vor Diebach, 0,9 km. Entsteht am Nordhang des Mühlbergs auf etwa 420 m ü. NHN und ist lange Feldweggraben.
- →← (Abgang und Rücklauf des Kanals zur Rothenmühle), nach und von links am südöstlichen Ortsrand von Diebach auf über und unter 485 m ü. NHN, unter 0,2 km.

Mündung des Wohnbachs auf wenig unter 380 m ü. NHN am Westrand des Dorfkerns von Diebach neben der Tauberbrücke der Insinger Straße (St. 2247) von rechts und zuallerletzt Südosten in die Tauber. Der Bach ist hier 8,4 km lang und hat ein Einzugsgebiet von 16,7 km² hinter sich.

### Flusssystem Tauber
- Fließgewässer im Flusssystem Tauber

### Ortschaften
am Lauf mit ihren Zugehörigkeiten. Nur die Namen tiefster Schachtelungsstufe bezeichnen Siedlungsanrainer.
- Landkreis Ansbach
  - Stadt Schillingsfürst
    - Wohnbach (Dorf)

  - Gemeinde Buch am Wald
    - (keine Besiedlung am Lauf)

  - Gemeinde Diebach
    - Neumühle (Einöde, links)
    - Bellershausen (Kirchdorf, meist mit Abstand links)
    - Pfeffermühle (Einöde, links)
    - Diebach (Pfarrdorf, größtenteils rechts)